# Святополк-Четвертинские
(Святополк-)Четвертинские — литовский, польский и русский княжеский род, традиционно возводивший своё происхождение к турово-пинской ветви Рюриковичей. Фамилия образована от вотчины Четвертня на Волыни — центра Четвертинского удельного княжества.

## Происхождение
Владельцы Четвертни традиционно считались происходящими от князей туровских и пинских (согласно одной из версий, от Александра Глебовича). Считая своим предком Святополка Изяславича, представители рода по польской традиции прибавили его имя к своей фамилии. Также в генеалогической литературе высказывалось мнение, что они Гедиминовичи, потомки Любарта.
В XXI веке был проведен анализ Y-хромосомы ДНК представителя рода Святополк-Четвертинских — князя Станислава Антония (р. 1949). У него обнаружилась гаплогруппа I2a2 (современное обозначение — I2a1), точнее — субклад I2a1a2b1a1a2b1-Y13498, входящий в ветку I2a1a2b-L621, характерную для Восточной Европы и Балкан. Это означает, что по мужской линии они не родственники никому из протестированных ранее родов, считающихся Рюриковичами.

## Исторический обзор
Впервые род упоминается в документах от 1388 года. Князь Фёдор Михайлович Четвертинский был послом в Валахию (1492). Князь Юрий Иванович Четвертинский (умер в 1502 г.) был наместником владимирским (на Волыни), а сын его князь Фёдор (умер около 1508 г.) — наместником брацлавским и звенигородским. Князь Николай Степанович (умер в 1661 г.) был каштеляном минским.
Князь Григорий, в монашестве Гедеон (умер в 1690 г.), был митрополитом киевским. Князь Януш-Фома и князь Фелициан были последовательно (1785—1792) каштелянами черниговскими. Князь Антон-Станислав Святополк-Четвертинский, каштелян пшемысльский, советник тарговицкой конфедерации, убит в Варшаве 8 июня 1794 г. Его семейство вывезено было в Россию.
В 1843 году его сын Борис Антонович подал ходатайство о признании своего рода в княжеском достоинстве, но не мог представить необходимых документов. На специальном докладе по данному вопросу Николай I наложил следующую резолюцию:
признать Бориса Четвертинского в княжеском достоинстве, принимая во внимание, что ещё в детстве он с сестрами жил в Санкт-Петербурге и пользовался княжеским титулом, по смутным же временам, бывшим при смерти отца его в Польше, находился в совершенной невозможности получить документы, доказывающие его права на княжеское достоинство.

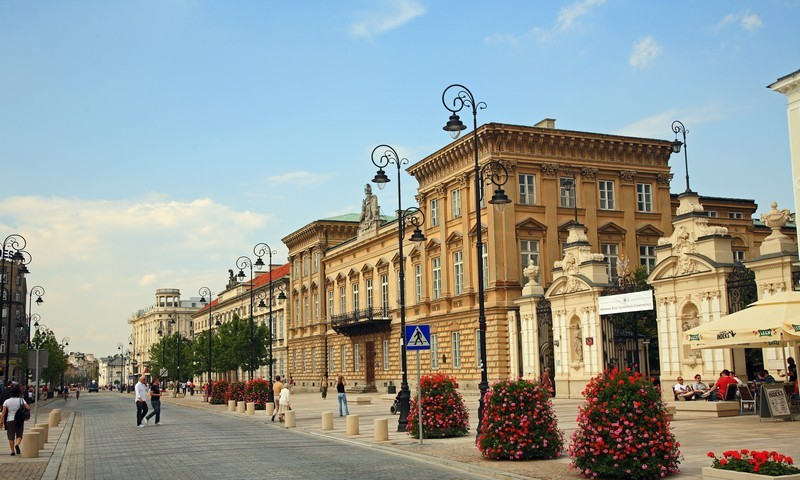
Дворец Уруских-Четвертинских в Краковском предместье Варшавы

В Российской империи род Святополк-Четвертинских был внесен в V часть родословных книг Волынской, Гродненской и Московской губерний (Гербовник, XII, 1 и 2). В Винницкой области сохранился дворец Четвертинских в Антополе, в Гродненской области — дворец начала XX века в селе Желудок. Все ныне существующие Святополк-Четвертинские происходят из младшей ветви рода, не связанной с князем Антонием, и являются довольно близкими родственниками.

## Описание гербов
1. Древний герб князей Святополк-Четвертинских: в червлёном поле святой Георгий Победоносец на белом коне, поражающий чёрного дракона. Щит подрыт княжеской мантией и российской княжеской шапкой.
2. Герб князей Святополк-Четвертинских римско-католического вероисповедания: в червлёном поле серебряный полумесяц, обращённый рогами вниз, на который сверху опираются два до половины переломленных серебряных меча с чёрными рукоятками. Под полумесяцем золотая шестиугольная звезда. Щит покрыт княжеской мантией и российской княжеской шапкой[7].

## Известные представители
- Юрий Иванович Четвертинский, в 1502 староста владимиро-волынский
- Федор Иванович Четвертинский, в 1492 литовский посол в Валахии, в 1494 наместник брацлавский.
- Юрий Иванович Четвертинский (? — 1502), наместник владимиро-волынский.
- Фёдор Иванович, в 1492 наместник брацлавский и звенигородский, в 1494 наместник звенигородский.
- Якуб Андреевич, королевский лесничий Пинского повета, посол Речи Посполитой в Москве в 1586.
- Стефан сын Яцка (Гиацинта), в 1625 подкоморий брацлавский.
- Григорий Евстафьевич (? — 1651), военный и государственный деятель Речи Посполитой, подкоморий луцкий (1639)
- Захарий Григорьевич (? — 1649), староста ратиборский и подсудок луцкий, участник боёв с татарами и восставшими украинскими казаками.
- Илья Стефанович (? — 1640), поручик и ротмистр казацкой хоругви, участвовал в подавлении казацких восстаний на Украине в 1630-х годах
- Николай Стефанович (? — 1661), королевский ротмистр, затем каштелян минский (1649).
- Григорий Захарьевич, в монашестве Гедеон, в 1663 православный епископ Острожский и Луцкий. Избран митрополитом Киевским, вышел из канонического подчинения Константинопольской патриархии и заявил о признании юрисдикции Московского патриарха. Похоронен в Киево-Печерской лавре[8].
- Стефан Вацлавович (в монашестве Сильвестр; ум. 1728, двоюродный брат Гедеона. С 1702 — игумен Старо-Четвертинского монастыря, с 1706 — православный епископ Мечиславский, Оршанский и Могилевский.
- Александр (? — 1769), один из активнейших участников Барской конфедерации в 1768 г. Во время подавления конфедератов русскими войсками попал в плен и умер в неволе в Могилеве-Костромском в 1769 года. Отец Марцелия Йозефа.
- Михаил Александр (1741—1796) — староста тушинский и житомирский, флигель-адъютант последнего короля Речи Посполитой Станислава Августа Понятовского.
- Марцелий Йозеф (? — 1799), сын Александра. Ездил в Константинополь искать союза у султана. Султан Мустафа III, приняв Марцелия, позволил конфедератам перейти через Болгарию, откуда они переправились в Польшу. В 1771 г., принимая участие в атаке на крепость Дзюрдзев, был ранен в руку. Женился с разрешения папы Пия VI в 1782 г. в Янкове на своей двоюродной сестре, вдове Якова Корсакова, прежней придворной даме Екатерины II, Барбаре. Умер в 1799 г. Похоронен в Тиврове (Винницкая область, неподалёку от Антополя и Ладыжина). Кавалер ордена св. Станислава[9][10].
- Князья Януш-Фома Фелицианович-Стефанович и Фелициан Владиславович были последовательно (1785—1792) каштелянами черниговскими. Оба — кавалеры орденов Белого Орла и св. Станислава. Имение Антополь в Винницкой области Имение Желудок в Гродненской области

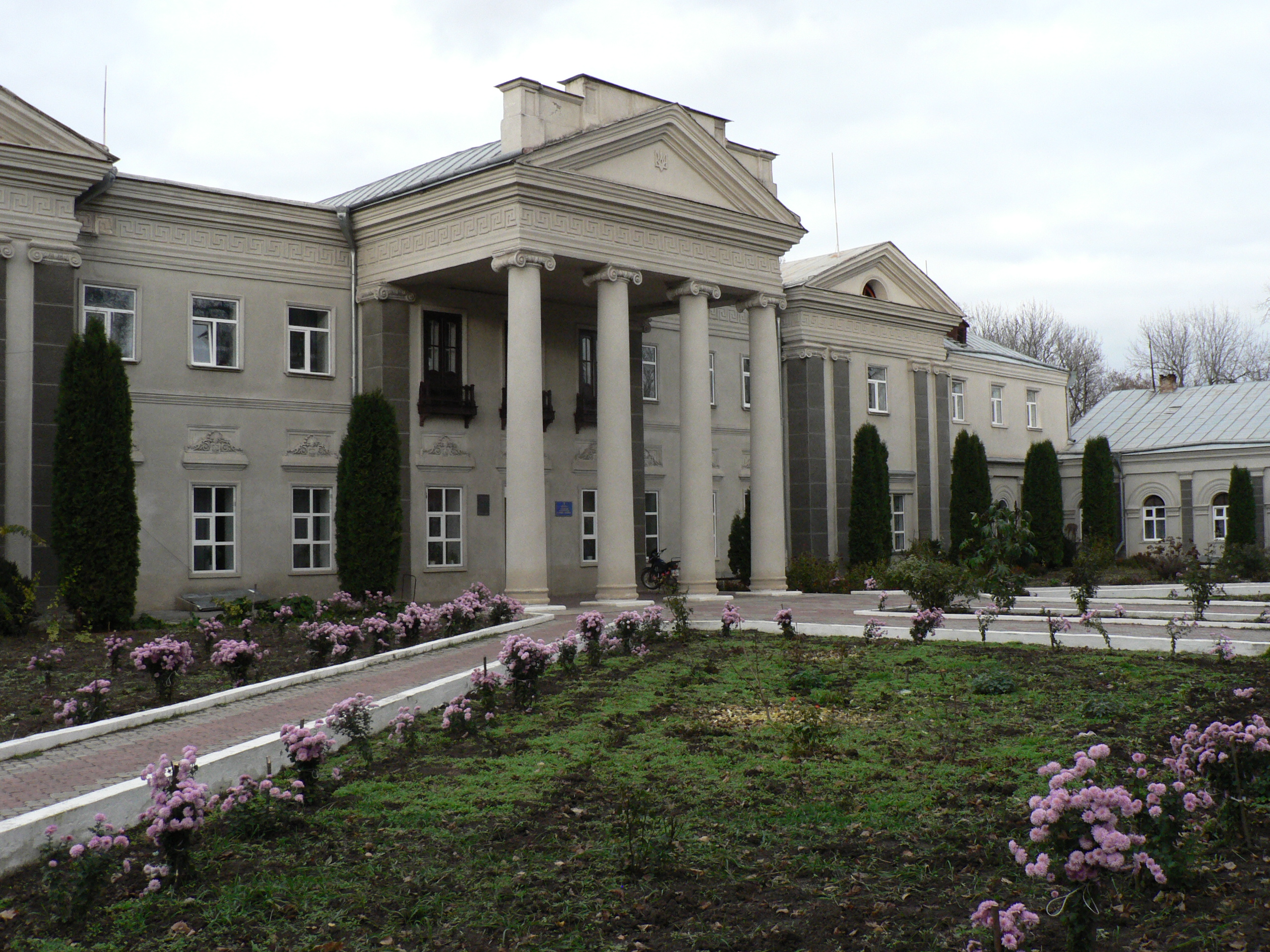
Имение Антополь в Винницкой области

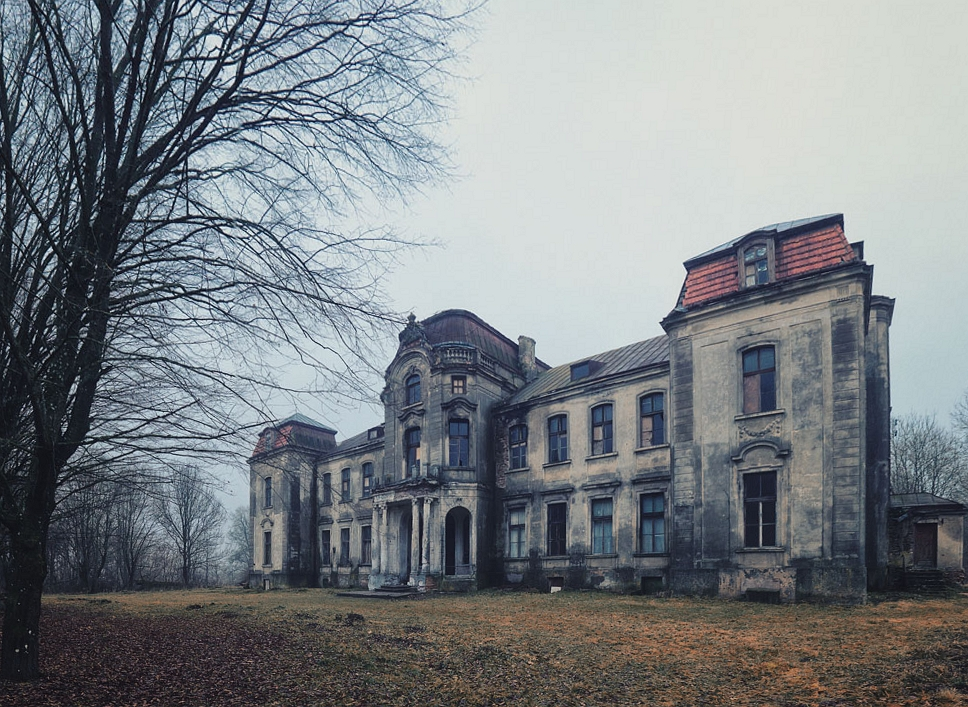
Имение Желудок в Гродненской области

- Антоний-Станислав Святополк-Четвертинский, двоюродный брат Фелициана Владиславовича, каштелян перемышльский (1790). Советник Тарговицкой конфедерации, убит чернью в Варшаве 8 июня 1794 г. Его семейство вывезено было в Россию.
- Князь Святополк-Четвертинский Гавриил (Габриэль) Александрович (1742 — ?) — из украинского рода, происходившего от волынских (удельных) Рюриковичей. С 1777 р. владел местечком Горыньград. Кавалер Ордена Святого Станислава (15.08.1797).
- Князь Святополк-Четвертинский, Антоний Ян Непомуцен (1744—1830), последний каштелян брацлавский.
- Князь Борис Антонович (1784—1865), сын предыдущего, обер-шталмейстер (1856). Крестник Екатерины II, был женат на княжне Надежде Фёдоровне Гагариной. Окончил Кадетский корпус в 1796, и был выпущен подпоручиком в лейб-гвардии Преображенский полк. Участник войн с Наполеоном.
- Нарышкина, Мария Антоновна, урождённая княжна Святополк-Четвертинская (1779—1854) — сестра предыдущего, фрейлина, жена обер-егермейстера Д. Л. Нарышкина, фаворитка императора Александра I.
- Дмитрий Святополк-Четвертинский (1777—1859), маршалок Заславского повята
- Четвертинская, Жанетта Антоновна (1777—1854) — сестра предыдущей, фаворитка великого князя Константина Павловича, в браке графиня Вышковская.
- Князь Святополк-Четвертинский, Влодзимеж Людвик Станислав (1837—1918) — повстанец 1863 года.
- Северин Четвертинский (1873—1945) — член Государственной думы и сейма Польской республики (в 1919-35 гг.), узник Освенцима и Бухенвальда.

В Князь-Владимирском женском монастыре, основанном в имении Филимонки находился семейный склеп потомков Бориса Антоновича Четвертинского.